# Octomeria aloifolia
Octomeria aloifolia är en orkidéart som beskrevs av João Barbosa Rodrigues. Octomeria aloifolia ingår i släktet Octomeria och familjen orkidéer. Inga underarter finns listade i Catalogue of Life.

## Bildgalleri

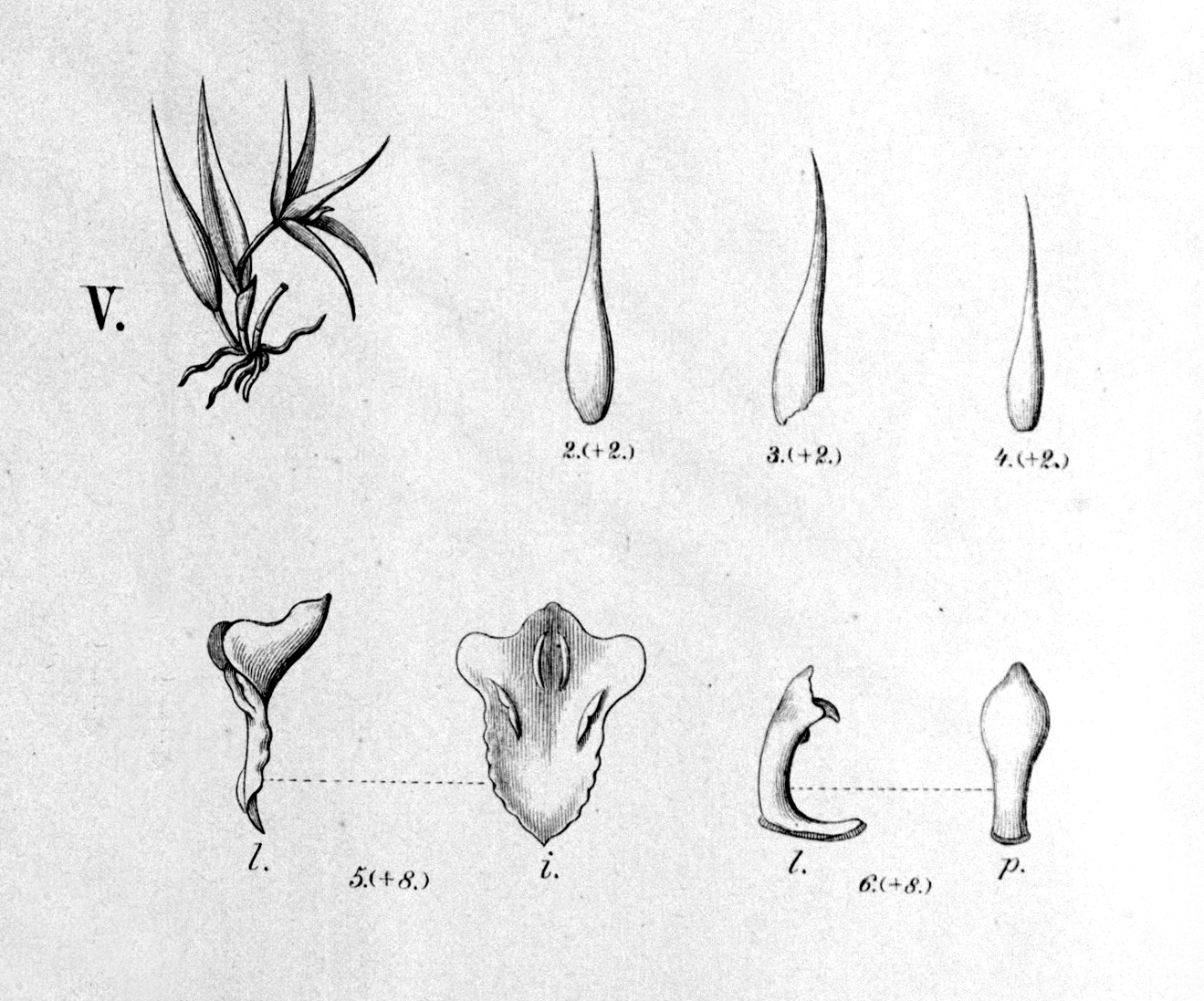
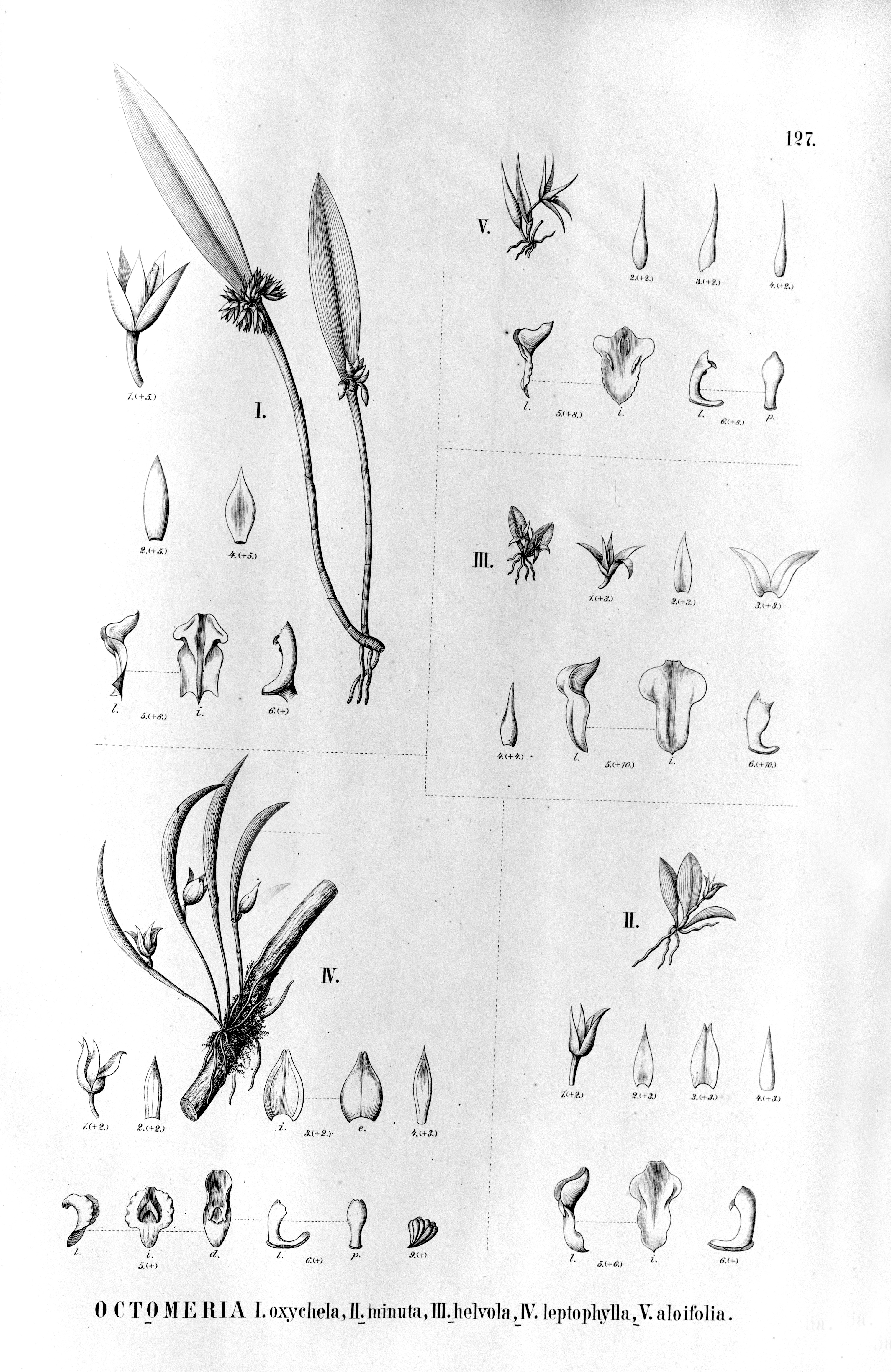